# Cercosporella leucaenae
Cercosporella leucaenae är en svampart som först beskrevs av Raghu Ram & Mallaiah, och fick sitt nu gällande namn av U. Braun 1995. Cercosporella leucaenae ingår i släktet Cercosporella och familjen Mycosphaerellaceae.   Inga underarter finns listade i Catalogue of Life.